# Pandelleia sexpunctata
Pandelleia sexpunctata är en tvåvingeart som först beskrevs av Pandelle 1896.  Pandelleia sexpunctata ingår i släktet Pandelleia och familjen parasitflugor. Inga underarter finns listade i Catalogue of Life.